# Rhamnus dalianensis
Rhamnus dalianensis är en brakvedsväxtart som beskrevs av S. Y. Li och Z. H. Ning. Rhamnus dalianensis ingår i släktet getaplar, och familjen brakvedsväxter. Inga underarter finns listade i Catalogue of Life.